# Hislopia
Hislopia is een mosdiertjesgeslacht uit de familie van de Hislopiidae en de orde Ctenostomatida. De wetenschappelijke naam ervan is in 1858 voor het eerst geldig gepubliceerd door Carter.

## Soorten
- Hislopia cambodgiensis (Jullien, 1880)
- Hislopia corderoi Mañé-Garzón, 1960
- Hislopia lacustris Carter, 1858
- Hislopia malayensis Annandale, 1916
- Hislopia placoides (Korotnev, 1901)
- Hislopia prolixa Hirose & Mawatari, 2011
- Hislopia sinensis (Jullien, 1880)

Niet geaccepteerde soorten:
- Hislopia natans Wood, 2006 → Timwoodiellina natans (Wood, 2006)
- Hislopia natans Wood, Anurakpongsatorn & Mahujchariyawong, 2006 → Timwoodiellina natans (Wood, Anurakpongsatorn & Mahujchariyawong, 2006)